# Nguyễn Tịch
Nguyễn Tịch (chữ Hán: 阮籍; 210-263) tự Tự Tông (嗣宗), xuất thân ở Trần Lưu, nước Nguỵ đời Tam Quốc (nay là Khai Phong, Hà Nam, Trung Quốc). Ông là một trong Trúc lâm thất hiền, phụ thân của ông là Nguyễn Vũ, từng là thừa tướng nước Ngụy và là một trong Kiến An thất tử.

## Mắt xanh
Tương truyền Nguyễn Tịch có hai mắt khác màu nhau. Khi tiếp khách hễ là hạng quân tử, vừa lòng mình thì Nguyễn Tịch nhìn thẳng bằng tròng mắt xanh; trái lại khách là kẻ tầm thường, người không vừa lòng mình thì ông nhìn bằng đôi tròng trắng. Do điển đó, sau này người ta dùng chữ "Mắt xanh" để chỉ sự bằng lòng, vừa ý.